# Kennevic Asuncion
Kennevic Chua Asuncion (* 21. März 1980) ist ein philippinischer Badmintonspieler. 

## Karriere
Kennevic Asuncion ist sowohl im Einzel als auch im Doppel aktiv, errang aber bisher seine größten Erfolge im Mixed mit seiner Schwester Kennie Asuncion. Beide qualifizierten sich für die Asienmeisterschaften 2002, 2004, 2006, 2007 und 2009, konnten aber nie in Medaillenregionen vorstoßen. Erfolgreicher waren sie bei den Peru International 2005, den Ballarat International 2006 und den Babolat North Harbour International 2006, die sie jeweils siegreich gestalten konnten. Bei den Philippines Open 2006 standen sie im Finale, bei den US Open 2007, den Vietnam Open 2006 und den Canada Open 2002 jeweils im Halbfinale. 2010 siegte Asuncion bei den Maldives International im Mixed mit Karyn Velez.

## Referenzen
- Homepage

| Personendaten    | Personendaten                    |
| ---------------- | -------------------------------- |
| NAME             | Asuncion, Kennevic               |
| ALTERNATIVNAMEN  | Asuncion, Kennevic Chua          |
| KURZBESCHREIBUNG | philippinischer Badmintonspieler |
| GEBURTSDATUM     | 21. März 1980                    |